# Hydropsyche hageni
Hydropsyche hageni is een schietmot uit de familie Hydropsychidae. De soort komt voor in het Nearctisch gebied.